# Альфред Компейра
Альфред Компейра (фр. Alfred Compeyrat, 28 січня 1890, Пантен — 27 вересня 1951, Сен-Дені) — французький футболіст, що грав на позиції захисника. Виступав за клуби «Леваллуа» та «Розер Парі», а також національну збірну Франції.

## Клубна кар'єра
У 1908 році Альфред Компейра розпочав виступи на футбольних полях у складі команди «Леваллуа», в якій грав до 1910 року. У 1910 році футболіст перейшов до клубу «Розер Парі», за який грав до 1911 року, після чого завершив виступи на футбольних полях.

## Виступи за збірну
У 1909 році Альфред Компейра дебютував у складі національної збірної Франції. У складі збірної грав до 1911 року, загалом у складі збірної провів 3 матчі, в яких забитими голами не відзначився.
Помер Альфред Компейра 27 вересня 1951 року на 62-му році життя у місті Сен-Дені.